# 안티오케이아의 루키아노스

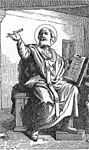
성 루키아노스

안티오케이아의 루키아노스(그리스어: Λουκιανός Αντιοχείας, 240년 ~ 312년 1월 7일)는 초기 기독교의 신학자였다. 금욕주의와 지식에 대해 저술했고, 70인역 루치아노 사본을 만들었다고 전해진다.
가톨릭 교회와 동방정교회의 성인이며, 축일은 가톨릭에서 1월 7일, 정교회에서 10월 15일이다. 루시안, , 루치아노, 루키아누스라고도 한다.

## 역사
수이다 사전의 전승에 따르면, 루키아노스는 시리아 콤마게네의 사모사타(현재는 터키의 삼삿)에서 태어났다. 부모는 그리스도교인이었고 메소포타미아의 에데사에서 마카리우스라는 사람이 운영하는 학교에서 교육을 받았다. 

그곳에서 루키아노스가 사제로 임명되었고, 머지 않아 그곳의 신학교로 발령을 받았다. 하지만 그는 신학적 관점을 사모사타의 파울로스와는 공유하지 않았는데, 파울로스에 의해 루키아노스는 이단이라는 혐의로 비난과 공격을 받았고, 루키아노스는 안티로케이아 교회에서 추방되었다.

## 참고 자료
- 가톨릭 백과사전, 1913: "안티오키아의 루치아노" 참고 문헌 포함.
- Philip Schaff, Henry Wace, 니케아 시대와 니케아 이후의 교부들 제3권, 77장
- Schaff, Philip, 기독교 교회의 역사, 제 2권: "니케아 이후의 기독교. 서기 100년-325년" 참고 문헌 포함.
- 가톨릭 성인 정보